# George Tyrrell
George Tyrrell (6. února 1861, Dublin – 15. července 1909 Storrington) byl katolický kněz a do svého vyloučení v roce 1906 člen jezuitského řádu. Byl představitelem modernismu v katolické církvi. Za hlásání svých názorů byl zbaven kněžské služby a byl mu upřen i pohřeb na katolickém hřbitově.
Jeho přáteli byli modernisté Friedrich von Hügel nebo Maude Petre, které byl velmi názorově blízký. Po jeho smrti zpracovala a vydala jeho životopis. Její sympatie k Tyrrellovi se staly příčinou toho, že její vlastní dílo se v roce 1913 ocitlo na Seznamu zakázaných knih.

## České překlady
- TYRRELL, George. Křesťanství na křižovatce. Překlad Jiří Ogrocký. 1. vydání. Brno: Centrum pro studium demokracie a kultury, 2016. 198 s. ISBN 978-80-7325-393-6.
- BAUER, Kateřina, JANDEJSEK, Petr a NOBLE, Ivana. Hledání Ježíšovy tváře: christologická čítanka. 2. vyd. [Praha]: Jabok, 2010. 159 s. ISBN 978-80-904137-9-5. [Stať G. Tyrrella „Slovo a Duch v christologii" je otištěna na str. 70–76.]